# Albuera Cemetery
Albuera Cemetery is een Britse militaire begraafplaats met gesneuvelden uit de Eerste Wereldoorlog en gelegen in de Franse gemeente Bailleul-Sir-Berthoult (Pas-de-Calais). De begraafplaats ligt 850 m ten westen van het centrum van de gemeente. Ze ligt vlak naast de spoorlijn Lens-Arras en is vanaf de Chemin du Bon Lieu bereikbaar via een graspad van 130 m. Het terrein heeft een onregelmatige vorm en is verdeeld in een noordelijk en een zuidelijk perk waartussen een stenen pad loopt. Ongeveer centraal op dit pad staat het Cross of Sacrifice op een verhoogd terras. De begraafplaats wordt begrensd door een natuurstenen muur en wordt onderhouden door de Commonwealth War Graves Commission.
Er liggen 254 slachtoffers begraven waaronder 110 niet geïdentificeerde.

## Geschiedenis
Op 9 april 1917 was de Slag bij Arras van start gegaan en Bailleul-Sire-Berthoult werd op 13 april 1917 door de 2nd Division veroverd. De begraafplaats werd toen door gevechtstroepen gestart en verder gebruikt tot november 1917. De oorsprong van de huidige naam is niet gekend maar ze werd toen ook vaak Bailleul Military Cemetery genoemd. Na de wapenstilstand werd de begraafplaats uitgebreid met graven die afkomstig waren van de slagvelden rond Arras.
Onder geïdentificeerde gesneuvelden liggen 143 Britten en 1 Duitser. Voor 15 Britten werden Special Memorials opgericht omdat hun graven niet meer gelokaliseerd konden worden en men neemt aan dat ze onder naamloze grafzerken liggen.

### Onderscheiden militairen
- W. Carroll, kapitein bij het East Yorkshire Regiment werd onderscheiden met het Military Cross (MC).
- J. Langtry, soldaat bij de Royal Dublin Fusiliers werd onderscheiden met de Distinguished Conduct Medal (DCM). Hij diende onder het alias J. Ford.